# Johannes Lange (Autor)
Johannes Lange (* 16. November 1985 in Jena) ist ein deutscher Schriftsteller.

## Leben
Johannes Lange lebt seit seiner Geburt in Kahla in Thüringen. Nach dem Abitur begann er 2005 ein Studium der Germanistik, Auslandsgermanistik und Medienwissenschaft an der Friedrich-Schiller-Universität in Jena, das er 2011 erfolgreich abschloss.
Lange ist seit 2008 Mitglied der Literarischen Gesellschaft Thüringen, seit 2009 dort als Vorstandsmitglied tätig.  Langes erster Roman Ein Heide geht pilgern wurde 2008 veröffentlicht. 2008 erhielt Lange den ersten Jury-Preis beim  Eobanus-Hessus-Schreibwettbewerb, 2009 wurde er Preisträger beim Jungen Literaturforum Hessen-Thüringen.
Seit 2009 ist Lange neben Romina Nikolic und Moritz Gause außerdem als Organisator für die Veranstaltung Lautschrift tätig, eine monatlich veranstaltete Lesebühne für junge Autoren in Jena. Weiter ist Lange Kursleiter einer AG "(kreatives) Schreiben" am Staatlichen Gymnasium "Leuchtenburg" in Kahla.
2009 begann Langes Arbeit als Autor bei Daniel Caleb Thompsons dreiteiligem Comic-Projekt "Gossip – Die Vertreibung des Bauhaus", dessen Band I 2009 erschien.

## Werke
- "Ein Heide geht pilgern" (Roman). Mörtel-Verlag, 2008. ISBN 978-3-939917-08-3
- "Gossip – Die Vertreibung des Bauhaus. Teil 1: Weimar" (Comic). e-werk weimar e.V., 2009.
- "World of Uni" (Prosatext) In: Nagelprobe 26. allitera, 2009. ISBN 978-3-86906-040-8
- "Flight Club" (vertonter Prosatext) In: hEFt hören. Kulturrausch e. V., 2009.
- "Wettrüsten mit Eierflip" (Erzählungen). Wartburg-Verlag, 2010. ISBN 978-3-86160-331-3

## Auszeichnungen
- 2008 – Eobanus-Hessus-Schreibwettbewerb für "Flight Club" als beste Kurzgeschichte
- 2009 – Junges Literaturforum Hessen-Thüringen für "World of Uni"

| Personendaten    | Personendaten            |
| ---------------- | ------------------------ |
| NAME             | Lange, Johannes          |
| KURZBESCHREIBUNG | deutscher Schriftsteller |
| GEBURTSDATUM     | 16. November 1985        |
| GEBURTSORT       | Jena                     |